# Municipio de Seward (condado de Kendall)
El municipio de Seward (en inglés: Seward Township) es un municipio ubicado en el condado de Kendall en el estado estadounidense de Illinois. En el año 2010 tenía una población de 4455 habitantes y una densidad poblacional de 48,99 personas por km².

## Geografía
El municipio de Seward se encuentra ubicado en las coordenadas 41°30′17″N 88°19′8″O / 41.50472, -88.31889. Según la Oficina del Censo de los Estados Unidos, el municipio tiene una superficie total de 90.93 km², de la cual 90,58 km² corresponden a tierra firme y (0,39 %) 0,35 km² es agua.

## Demografía
Según el censo de 2010, había 4455 personas residiendo en el municipio de Seward. La densidad de población era de 48,99 hab./km². De los 4455 habitantes, el municipio de Seward estaba compuesto por el 74,66 % blancos, el 12,79 % eran afroamericanos, el 0,47 % eran amerindios, el 2,81 % eran asiáticos, el 6,55 % eran de otras razas y el 2,72 % eran de una mezcla de razas. Del total de la población el 19,98 % eran hispanos o latinos de cualquier raza.